# Vincent Angban
Vincent Atchouailou de Paul Angban (Yamoussoukro, 1985. február 2. –) elefántcsontparti válogatott labdarúgó.